# Zhifu Dao
Zhifu Dao (kinesiska: 芝罘岛) är en ö i Kina. Den ligger i provinsen Shandong, i den östra delen av landet, omkring 400 kilometer öster om provinshuvudstaden Jinan. Arean är 11,5 kvadratkilometer. 
Genomsnittlig årsnederbörd är 756 millimeter. Den regnigaste månaden är juli, med i genomsnitt 272 mm nederbörd, och den torraste är januari, med 11 mm nederbörd.